# فرودگاه بین‌المللی ترگو مورش
فرودگاه بین‌المللی ترگو مورش (به انگلیسی: Târgu Mureș International Airport) یک فرودگاه همگانی با کد یاتا TGM است که دارای یک باند فرود بتن با طول ۲۰۰۰ متر است. این فرودگاه در شهر ترگو مورش کشور رومانی قرار دارد و در ارتفاع ۲۹۴ متری از سطح دریا واقع شده است.

## شرکت‌های هواپیمایی و مقصدهای پروازی
تنها شرکت فعال در این فرودگاه، ویز ایر، پروازهای خود را از نوامبر ۲۰۱۶ به حالت تعلیق درآورده است، زیرا باند فرودگاه در حال بازسازی بوده است. بیشتر ظرفیت پروازهای این فرودگاه به کلوژ-نپوکا منتقل شده است.
| شرکت‌های هواپیمایی | مقصدهای پروازی |
| ----------------- | --- |
| ویز ایر           | باووایس-تیلی، بوداپست فرنک لیست، دورتموند، فرانکفورت-هان، کارلسروهه/بادن-بادن، لوتن لندن، مادرید-باراخاس، ممینگن، چمپینو، رم (همه موقتاً تعلیق شده، حداقل تا ۲۱ دسامبر ۲۰۱۷) |